# أبو قابوس
أبو قابوس أو ماهودانة أو تيوع أو يتوع أو سوسب أو فربيون أو فرييون (الاسم العلمي: Euphorbia lathyris) هو نوع من النباتات يتبع جنس الفربيون من الفصيلة الفربيونية. وهو نبات عشبي معمر، بري وزراعي، يتكاثر بالبذور بالطرق العادية.

## أسماؤه الشائعة بالعربية
أبو قابوس وسوسب قابوس وقابس وماهُوبْدانة وماهودانة وحب السلاطين وطارْطَقَة وحب الملوك وفَربِيون جُلبَانِي ولُبَيْن جُلبَانِي وحَلَبْلُوب جُلبَانِي ويَتُوع جُلبَانِي.

## بيئة النمو والتكاثر
ينبت في البيئات الهامشية والجافة وذلك في المناطق المعتدلة والدافئة كمثل بيئة منطقة حوض البحر المتوسط.

## وصف النبتة
له ورق صغير شبية بورق الزيتون إلا أنه أدق وألين، وفيما بين الورق شوك يابس لونه إلى البياض، يحمل نوعا من الزهر الصغير والمائل إلى الحمرة مع البياض. وهو مرّ الطعم.

## في الطب القديم
استعمل في الطب القديم كعقار لمعالجة الإسهال والربو بجرعات صغيرة. أما اليوم فيعتبر من النباتات السامة.
ذكره داود الأنطاكي في تذكرة أولي الألباب والجامع للعجب العجاب كما يلي: [أبو قابس] أو قابوس يونانية هو أبو حلسا بالبربرية وسيأتى وقوع هذا الاسم على خس الحمار وبالعراق شب العصفر وبالعربية الأشنان والحرض وخرء العصافير وبالفارسي بناله وعصارته القلى إذا أحرق أو شمس وقيل لا يكون قليا لارماده وهو ينبت بالسباخ الحجرية ويطول إلى ذراع ومنه ما يلصق بالأرض وورقه مفتول وزهره أبيض غليظ الأصل فيه ملوحة وحدة وشدة مرارة.